# Condició de retornat
La condició de retornat, és la situació legal que dona dret a acollir-se a les diferents actuacions i prestacions econòmiques que configuren el Pla d'ajuda al retorn.
Per tenir dret a les prestacions econòmiques del Pla d'ajuda al retorn caldrà acreditar, també, que no es disposen de mitjans econòmics ni patrimoni suficients per atendre les necessitats bàsiques de la vida, d'acord amb el que estableix l'article 8 del Decret 268/2003.

## Beneficiaris
- Els ciutadans espanyols residents a l'estranger que hagin tingut a Catalunya el darrer veïnatge administratiu, els seus cònjuges, i les seves parelles de fet.
- Els descendents de ciutadans espanyols residents a l'estranger que hagin tingut a Catalunya el darrer veïnatge administratiu.
- Les persones nascudes a Catalunya, que mantenen la seva residència a l'estranger, però que foren evacuades o van haver d'exiliar-se per raons polítiques.
- Els descendents fins al 3r grau de consanguinitat de catalans que en el seu moment van tenir veïnatge administratiu a Catalunya i que, malgrat no tenir la nacionalitat espanyola, disposen de permís de residència.

## Requisits
- Estar empadronat a qualsevol municipi de Catalunya o haver sol·licitat l'empadronament.
- Haver residit en un estat estranger, com a mínim, sis anys continuats o deu anys no continuats, i d'aquests, els quatre darrers han d'ésser immediatament anteriors a la Sol·licitud d'ajuda.
- Tenir més de 18 anys.